# Dracula II: Ascension
Dracula II: Ascension è un film Horror diretto da Patrick Lussier nel 2003, sequel di Dracula's Legacy - Il fascino del male.

## Trama
Un gruppo di studenti di medicina trova un cadavere carbonizzato su una croce. Un uomo offre loro 30 milioni di dollari per avere il corpo. Il corpo è in effetti il corpo di Dracula che, dopo essere stato risvegliato, viene inseguito da un ammazzavampiri, mandato dal Vaticano.

## Curiosità
La pellicola non ha riscontrato successo a differenza del primo film, dato che nel finale di Dracula's Legacy, Mary richiude Dracula nella sua tomba e diventa la nuova custode. Invece questo sequel modificando il finale del primo film, inizia con Dracula che viene trovato ormai carbonizzato e riportato in vita.